# エアロゾル層
エアロゾル層（エアロゾルそう）とは、エアロゾル（浮遊粉塵）が集まってできた層である。対流圏にできるものは対流圏エアロゾル層、成層圏にできるものは成層圏エアロゾル層とよばれる。

## 成層圏エアロゾル層
成層圏は、対流運動が起きにくく、対流圏に比べ安定している。よって、通常は快晴であることが多いが、このエアロゾル層に関しては、粉塵が漂っている。この粉塵は、主に火山の噴煙によるもので、大規模な噴火が起きた直後に増えることが多い。主成分は硫酸である。この層は、太陽光を吸収・散乱するなど、地球の気候に大きな影響を及ぼしている。そのため、観測・研究が進められている。